# Bunter Hund
Bunter Hund ist das 24. deutsche Studioalbum des deutschen Liedermachers Reinhard Mey und erschien am 4. Mai 2007 bei EMI.

## Inhalt
Das Album enthält einige Lieder, die das Thema Hund zum Thema haben: Bunter Hund und Wotan und Wolf. Außerdem hat Mey Songs über seine Kindheit verfasst: Sommer 52, Danke, liebe gute Fee und Schraders Filmpalast. Lieder über den Alltag finden genauso Platz (Der Fischer und der Boss, Ich brauche einen Sommelier und Friedrichstraße), wie auch über die Liebe (Ich bin verliebt in meine Sekretärin). Das Lied Drei Jahre und ein Tag erzählt vom Leben der Handwerker auf der Walz. Reinhard Mey verfasste wieder ein Stück für seine drei Kinder mit dem Namen Drei Kisten Kindheit. In dem Lied Kai setzt sich der Liedermacher kritisch mit dem Thema Auslandseinsätze der Bundeswehr auseinander. Auch verfasste er – zum ersten Mal in seiner Liedermacherkarriere – ein Lied für und über seine Schwester Christine: Große Schwester. Auf dem Album findet sich mit dem französischen Chanson-Klassiker Le temps des cerises auch ein Hidden Track.

## Titelliste
1. Sommer 52 – 2:59
2. Der Fischer und der Boss – 6:10
3. Wotan und Wolf – 5:58
4. Bunter Hund – 3:56
5. Ich bin verliebt in meine Sekretärin – 2:56
6. Drei Kisten Kindheit – 5:37
7. Drei Jahre und ein Tag – 6:26
8. Danke, liebe gute Fee – 5:19
9. Ich brauche einen Sommelier – 3:37
10. Friedrichstraße – 5:08
11. Kai – 5:46
12. Große Schwester – 4:22
13. Schraders Filmpalast – 5:07
14. Le Temps des cerises (Hidden Track) – 3:14

## Auszeichnungen
Das Album erlangte schon im Erscheinungsjahr Gold und wurde für den Echo 2008 in der Kategorie Künstler des Jahres national nominiert. Das Album ging jedoch leer aus.